# REVOLT e.p.
〈REVOLT e.p.〉는 VALSHE의 1번째 싱글이다. 2011년 4월 27일에 5pb. 레코드에서 발매됐다.

## 해설
VALSHE 첫 싱글. 타이틀곡 〈REVOLT〉는 TOKYO MX 《아케사카 사토미의 「아케테레」》 엔딩 테마. 커플링곡 〈Collar〉는 동일 방송의 오프닝 및 의류 브랜드 Deorart의 2011 봄 테마송. 초회반은 타이틀곡의 프로모션 비디오를 수록한 DVD가 있다. 또, 6번째 싱글 〈Butterfly Core〉에 나오기 전에 당시 최대의 히트작이기도 했다.

## 수록곡
1. REVOLT (4:45)
작사: VALSHE, 미나토, 작곡: 미나토, 편곡: 사이토 신야
2. Collar (4:11)
작사: VALSHE, 미나토, 작곡: 미나토, 편곡: FAITH-T
3. Parade Cage (4:20)
작사: 미나토, 작곡: 도리코, 편곡: 도리코, Dr. Tyler
4. 봄의 끝 (일본어: ハルノハテ) (3:52)
작사·작곡: 미나토, 편곡: FAITH-T
5. REVOLT (instrumental) (4:45)
6. Collar (instrumental) (4:11)
7. Parade Cage (instrumental) (4:20)
8. 봄의 끝 (instrumental) (3:52)